# Welwyn Garden City
Welwyn Garden City is een plaats in het bestuurlijke gebied Welwyn Hatfield, in het Engelse graafschap Hertfordshire. De plaats telt 55.000 inwoners. Welwyn was na Letchworth de tweede Garden City gebaseerd op het model van de Britse journalist en architect Ebenezer Howard.

## Geboren
- Chris Barber (1930-2021), jazzmuzikant en orkestleider
- Una Stubbs (1937-2021), actrice en danseres
- Keith Reid (1946), songwriter (Procol Harum)
- Mick Taylor (1949), gitarist van onder andere de Rolling Stones
- Nick Faldo (1957), golfer
- David James (1970), voetballer
- Alesha Dixon (1978), zangeres en televisiepersoonlijkheid
- Oliver Skipp (2000), voetballer
- Oliver Stockwell (2002), wielrenner

## Overleden
- Ebenezer Howard (1850-1928), journalist en architect

## Foto's

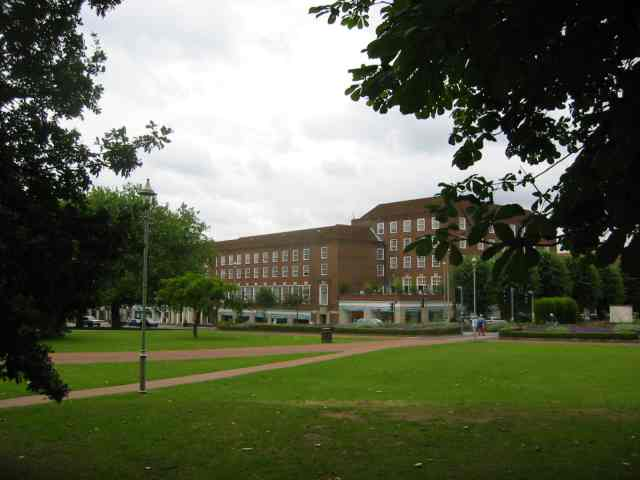
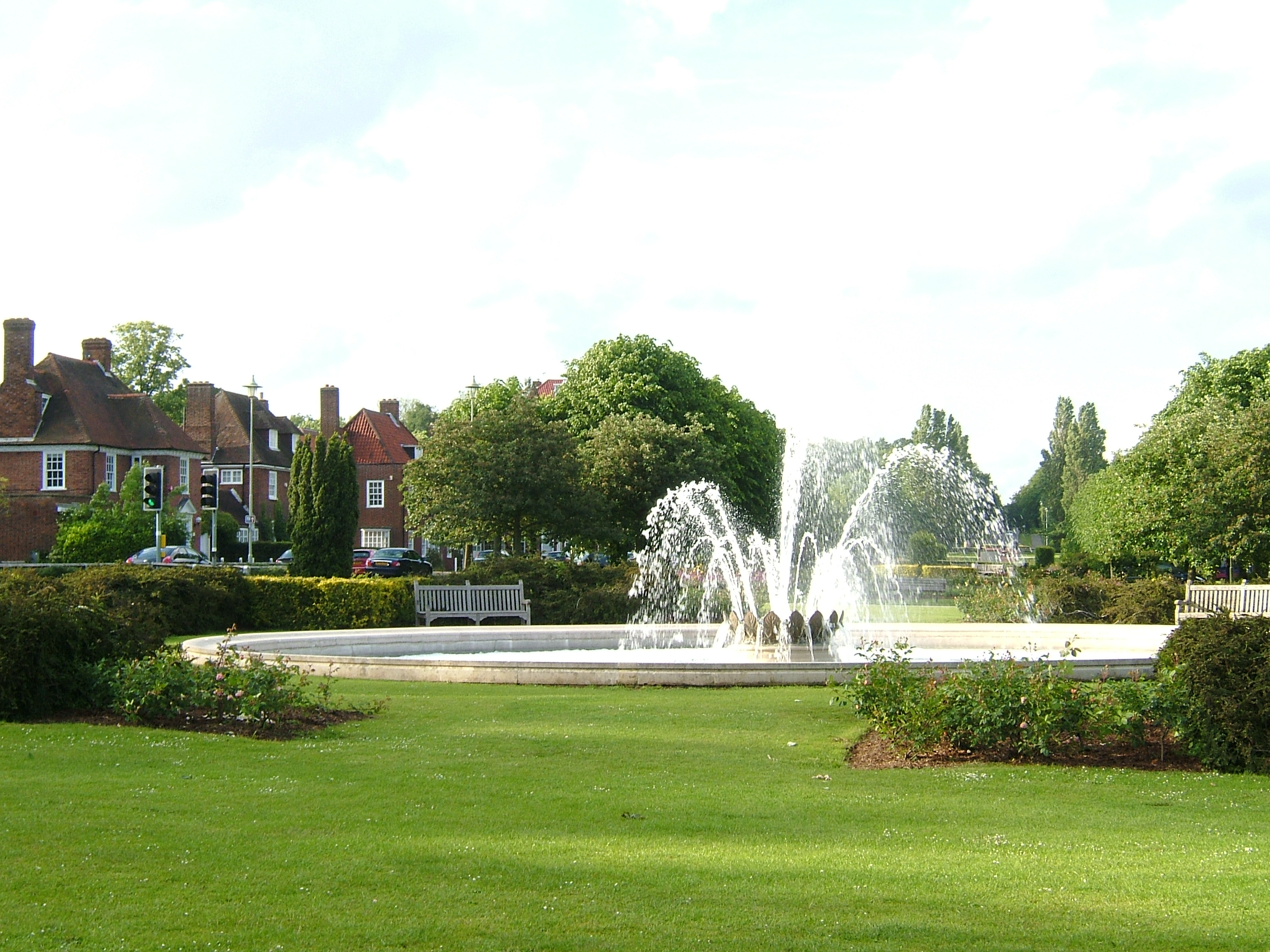
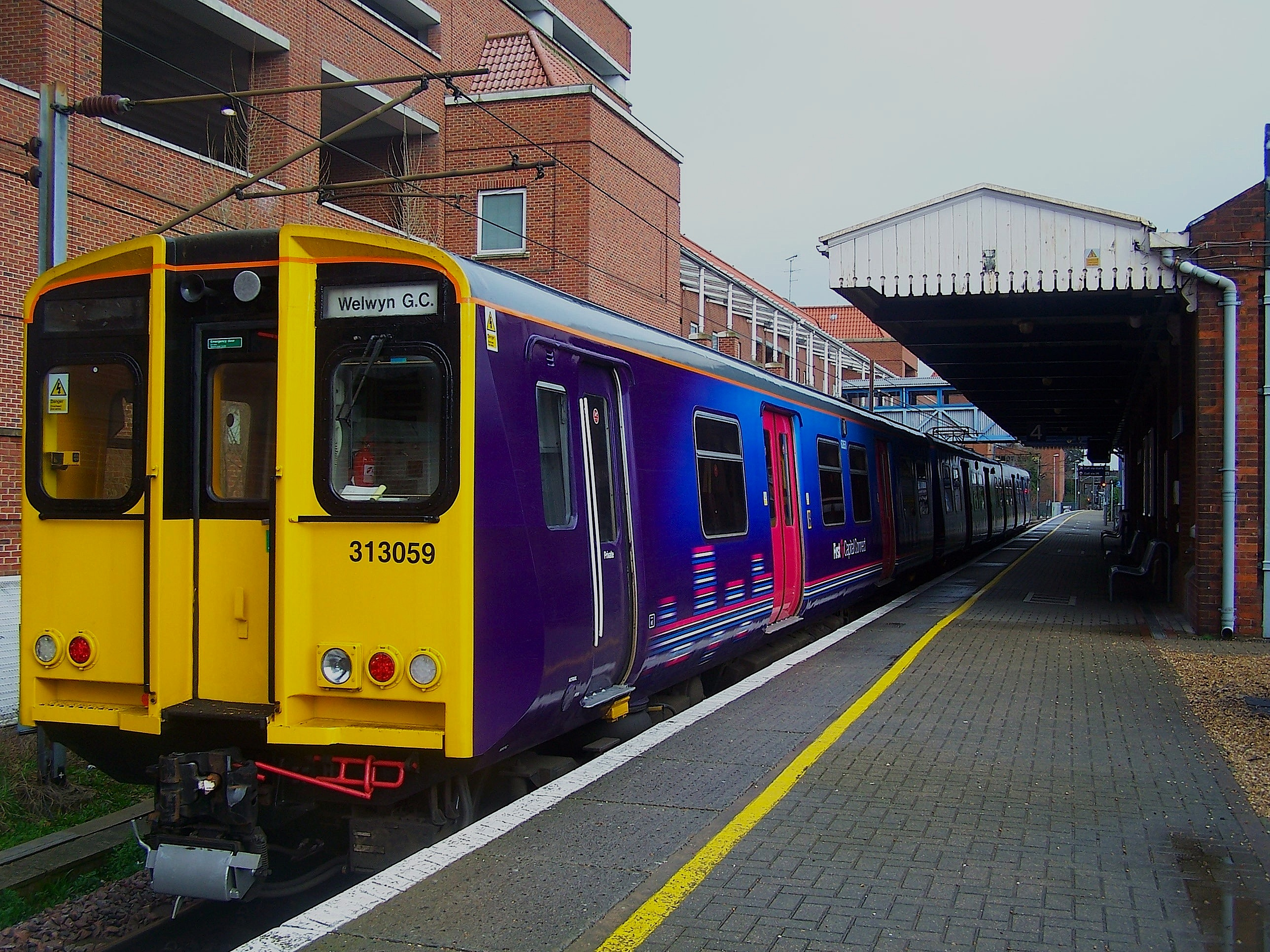